# Ramnagar (Uttarakhand)
Ramnagar es una ciudad y  municipio situado en el distrito de Nainital,  en el estado de Uttarakhand (India). Su población es de 54787 habitantes (2011). Se encuentra a 65 km de Nainital.
En Ramnagar se encuentra la entrada al parque nacional de Jim Corbett, el más antiguo del país, creado en 1936.

## Demografía
Según el censo de 2011 la población de Ramnagar era de 54787 habitantes, de los cuales 28386 eran hombres y 26401 eran mujeres. Ramnagar tiene una tasa media de alfabetización del 81,76%, superior a la media estatal del 78,82%: la alfabetización masculina es del 86,31%, y la alfabetización femenina del 76,91%.